# Saint-Cosme
Saint-Cosme é uma comuna francesa na região administrativa de Grande Leste, no departamento Alto Reno. Estende-se por uma área de 2,65 km². Em 2010 a comuna tinha 88 habitantes (densidade: 33,2 hab./km²).